# رایانش اگزامقیاس

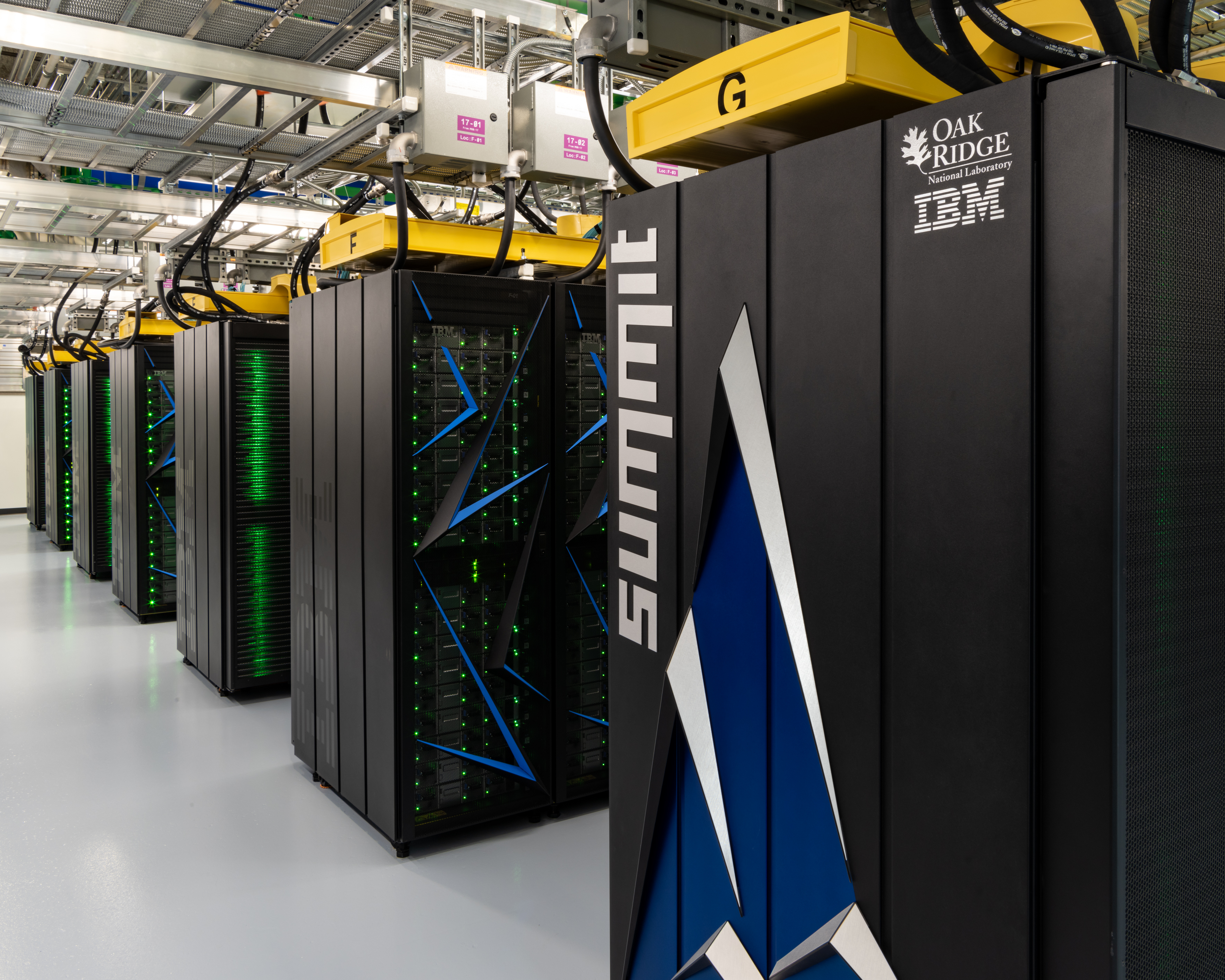
رایانش اگزامقیاس (به انگلیسی: Exascale computing) به سیستم‌های رایانشی قادر بر حداقل یک اگزافلاپس، یا یک میلیارد میلیارد (یک کوینتیلیون) محاسبه بر ثانیه اشاره دارد

رایانش اگزامقیاس (به انگلیسی: Exascale computing) به سیستم‌های رایانشی قادر بر حداقل یک اگزافلاپس، یا یک میلیارد میلیارد (یک کوینتیلیون) محاسبه بر ثانیه اشاره دارد. چنین ظرفیتی نمایانگر هزاربرابر افزایش نسبت به اولین رایانه پتامقیاس که در ۲۰۰۸ میلادی به مرحله عملیات وارد شد می‌باشد.
رایانش اگزامقیاس به عنوان دست‌آوردی قابل توجه در مهندسی کامپیوتر به حساب خواهد رفت، برای این که تخمین زده شده که مرتبه قدرت پردازشی مغز انسان در سطح عصبی باشد. این، برای نمونه، قدرت هدف پروژه مغز انسان است.